# Fulas
Fulas (em fula: Fulɓe), também chamados felatas, fulás, fulbes, peúles ou peuis,  são um grupo étnico que compreende várias populações espalhadas pela África Ocidental, mas também na África Central e no Norte de África sudanesa. Os países onde estão distribuídos são a Mauritânia, o Senegal, a Guiné, a Gâmbia, o Mali, a Nigéria, a Serra Leoa, o Benim, o Burquina Fasso, a Guiné-Bissau, os Camarões, a Costa do Marfim, o Níger, o Togo, a República Centro-Africana, o Gana, a Libéria, até ao Sudão, a leste.
Os fulas não são o grupo maioritário nesses países, com exceção da Guiné.

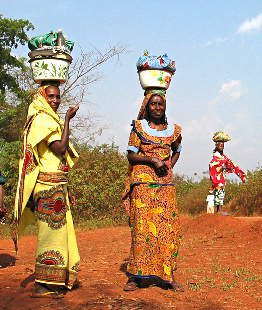
Mulheres fulas na Província do Leste, nos Camarões

Os Fulas são um povo cujas origens são atribuídas à região do Saara e do norte da África. Começaram a migrar para o sul a partir do século XV, estabelecendo-se em territórios que hoje correspondem a países como Nigéria, Guiné, Mali, Senegal e Camarões. Com uma estrutura social marcada pelo nomadismo e pela criação de gado, os Fulbes interagiram com diversas culturas locais, assimilando elementos e contribuindo para formações político religiosas mais amplas. 
Por suas origens como pastores e nômades os Fulas possuir traços em sua linhagem de origem com um pouco “oriental”, com grau de mestiçagem entre origem semítica ou hamítica e os negros sudaneses. Por isso, os Fulas têm características consideradas marcantes, como: tem pele relativamente clara (que pode ficar mais escuras com o tempo), nariz longo e reto e lábios frequentemente muitos finos destacando-se em meio aos povos africanos.
Uma significativa proporção dos fulas é constituída de pastores: cerca de um terço do grupo ou 12 a 13 milhões de pessoas, sendo, por essa razão, o grupo étnico com a maior comunidade de pastores nômades do mundo. A maioria do grupo étnico Fula é composta de indivíduos semissedentários e sedentários (fazendeiros, artesãos e mercadores, além dos integrantes da nobreza). Distribuem-se por vários países, principalmente da África Ocidental e do norte da África Central, mas também estão no Chade, Sudão e em regiões próximas do Mar Vermelho.

## O Islamismo e Política
Em 1818, Cheikou Amadou fundou no país o Estado Islâmico, denominado O Império Fula teocrático de Macina. Esses Fulas juraram fidelidade a Cheiko Amadou, porém a maioria dos fulas continuaram com seus costumes de pastores de gado, pós para eles o fula sem um rebanho não era um fula digno. Essa comunidade foi um dos primeiros modelos de comunidade mulçumanas que prosperou nas mãos de Cheikou, porém com sua morte essa comunidade se perdeu e foi dominada pelos tucolores, que apesar de serem outro povo, ainda predominou e se tronou a principal língua da região o idioma pertencente aos Fulas.[1]
Os líderes fulas, conhecidos como "almamis", frequentemente desempenham papéis importantes na disseminação da fé islâmica, promovendo a educação religiosa e a prática dos ensinamentos do Alcorão. A religião também é uma base para a coesão social entre os grupos fulas, ajudando a unir comunidades diferentes sob a mesma fé. Além disso, o Islã entre os Fula é frequentemente associado à ideia de "jihad" (esforço ou luta), que pode ser entendido tanto como uma luta espiritual quanto como um esforço por justiça social.[2] Historicamente, alguns líderes fulas lideraram movimentos para estabelecer estados islâmicos na região, como o Império de Sokoto no século XIX.
Os Fula adotaram o Islã como sua religião e participaram das Jihads, levantes militares islâmicos que ocorreram na África Ocidental nos séculos XVIII e XIX. Esses levantes, onde foram bem-sucedidos, resultaram na criação de novos Estados ou na conquista e reorganização de Estados já existentes. Os Fula emergiram como um grupo dominante na região, provocando mudanças significativas no mapa político local e gerando importantes consequências econômicas e religiosas.
A aquisição de escravos foi uma recompensa significativa para os Fula que participaram da jihad. Escravos eram capturados das forças inimigas como parte do saque de guerra, enviados como tributo a superiores políticos ou vendidos nos mercados. A quantidade de escravos acumulada por um indivíduo estava relacionada à importância de seu papel na jihad e à sua posição na hierarquia política. Esses escravos podiam ser utilizados como empregados domésticos ou estabelecidos em aldeias específicas para cultivar a terra para seus proprietários. Rapidamente, os escravos se tornaram a principal fonte de riqueza, e a exploração do trabalho escravo na agricultura cresceu, tornando-se a base da economia sob o governo Fula.
A relação dos Fula com outros povos, conforme descrito pelo autor Victor Azarya, é caracterizada por tensões. Os Fula ressentiam-se de estar sob a autoridade de grupos agrícolas, cujo modo de vida desprezavam. A adoção do Islã intensificou essas tensões, aumentando seu sentimento de superioridade em relação a grupos pagãos ou superficialmente islamizados, e sua frustração por estarem subordinados a eles.

## Referencias
1. ↑  Felicity Crowe (2010). Modern Muslim Societies. [S.l.]: Marshall Cavendish. p. 262. ISBN 978-0-7614-7927-7
2. ↑  Steven L. Danver (2015). Native Peoples of the World: An Encyclopedia of Groups, Cultures and Contemporary Issues. [S.l.]: Routledge. pp. 31–32. ISBN 978-1-317-46400-6
3. ↑  Nigeria country profile at CIA's The World Factbook: "Fulani 6%" out of a population of 219 million (2021 estimate).
4. ↑  «Africa: Senegal The World Factbook – Central Intelligence Agency». www.cia.gov. 2019. Consultado em 22 de dezembro de 2019
5. ↑  «Africa: Guinea The World Factbook – Central Intelligence Agency». www.cia.gov. 2019. Consultado em 22 de dezembro de 2019
6. ↑  «L'amenagement Lingusitique dans le monde». www.axl.cefan.ulaval.ca. Junho de 2005. Consultado em 20 de fevereiro de 2022
7. ↑  «101 Last Tribes». www.101lasttribes.com. Junho de 2005. Consultado em 20 de fevereiro de 2022
8. ↑  «Africa: Mali – The World Factbook – Central Intelligence Agency». www.cia.gov. 27 de abril de 2021. Consultado em 1 de maio de 2021
9. ↑  «Africa: Burkina Faso The World Factbook – Central Intelligence Agency». www.cia.gov. 2019. Consultado em 22 de dezembro de 2019
10. ↑  «Africa: Niger – The World Factbook – Central Intelligence Agency». www.cia.gov. 27 de abril de 2021. Consultado em 1 de maio de 2021
11. ↑  «What Is The Ethnic Composition Of Mauritania?». www.worldatlas.com. 27 de abril de 2021. Consultado em 1 de maio de 2021
12. ↑  «PRINCIPAUX INDICATEURS SOCIO DEMOGRAPHIQUES ET ECONOMIQUES» (PDF). 2013. Consultado em 22 de dezembro de 2019
13. ↑  «Africa: Guinea-Bissau – The World Factbook – Central Intelligence Agency». www.cia.gov. 27 de abril de 2021. Consultado em 1 de maio de 2021
14. ↑  «Distribution of the Gambian population by ethnicity 1973,1983,1993,2003 and 2013 Censuses – GBoS». www.gbosdata.org. Consultado em 17 de junho de 2021
15. ↑  «Africa: Chad – The World Factbook – Central Intelligence Agency». www.cia.gov. 27 de abril de 2021. Consultado em 1 de maio de 2021
16. ↑  «AFRICA | 101 Last Tribes – Falata people». www.101lasttribes.com. Consultado em 5 de setembro de 2021
17. ↑  «Sierra Leone 2015 Population and Housing Census National Analytical Report» (PDF). Statistics Sierra Leone. Consultado em 28 de março de 2020
18. 1 2 3  «Fulani people and Jihadism in Sahel and West African countries :: Observatoire of Arab-Muslim World and Sahel :: Foundation for Strategic Research :: FRS». www.frstrategie.org (em inglês). Consultado em 21 de junho de 2021
19. ↑  «No South Sudan Passports for Fulani, Officials Say | Voice of America – English». www.voanews.com (em inglês). Consultado em 5 de setembro de 2021
20. ↑  «Fula». Michaelis
21. ↑  HAMPÂTÉ-BÂ, Amadou. Amkoullel, o menino fula. São Paulo: Palas Athena./Casa das Áfricas, 2003.
22. ↑  Anthony Appiah; Henry Louis Gates (2010). Encyclopedia of Africa. [S.l.]: Oxford University Press. p. 495. ISBN 978-0-19-533770-9
23. 1 2  David Levinson (1996). «Fulani». Encyclopedia of World Cultures: Africa and the Middle East, Volume 9. [S.l.]: Gale Group. ISBN 978-0-8161-1808-3, citação: "The Fulani form the largest pastoral nomadic group in the world. The Bororo'en are noted for the size of their cattle herds. In addition to fully nomadic groups, however, there are also semisedentary Fulani —Fulbe Laddi— who also farm, although they argue that they do so out of necessity, not choice."
24. ↑  Christopher R. DeCorse (2001). West Africa During the Atlantic Slave Trade: Archaeological Perspectives. [S.l.]: Bloomsburg Academic. pp. 172–174. ISBN 978-0-7185-0247-8
25. ↑  Anthony Appiah; Henry Louis Gates (2010). Encyclopedia of Africa. [S.l.]: Oxford University Press. pp. 495–496. ISBN 978-0-19-533770-9
26. ↑  Barbosa, Muryatan Santana. «A África por ela mesma: a perspectiva africana na História Geral da África (UNESCO)». Consultado em 7 de julho de 2024
27. ↑  Barbosa, Muryatan Santana. «A África por ela mesma: a perspectiva africana na História Geral da África (UNESCO)». Consultado em 7 de julho de 2024
28. ↑  «The Nomadic Factor in Africa: Dominance or Marginality». Routledge. 12 de outubro de 2012: 260–294. ISBN 978-0-203-03720-1. Consultado em 7 de julho de 2024